# شهرداری ویتانجه
شهرداری ویتانجه (به لاتین: Municipality of Vitanje) یک منطقهٔ مسکونی در اسلوونی است که در اسلوونی واقع شده‌است. شهرداری ویتانجه ۶۵ کیلومتر مربع مساحت و ۲٬۲۶۲ نفر جمعیت دارد.